# Asse
Die Asse ist ein bis 234 m ü. NHN hoher, bewaldeter Höhenzug ostsüdöstlich von Wolfenbüttel im niedersächsischen Landkreis Wolfenbüttel (Deutschland).
Die Durchschnittshöhe der knapp 9 km langen und 3 km breiten Asse beträgt 200 m, womit sie die nähere Umgebung um rund 100 m überragt. Die höchste Erhebung ist mit 234 m die Remlinger Herse. Bei gutem Wetter gewährt der Höhenzug Ausblicke zum Elm und Harz sowie auf die fruchtbaren Lössflächen der Schöppenstedter Mulde und der Remlinger Mulde.
Die Asse ist überregional bekannt durch die Schachtanlage Asse II, ein ehemaliges Salzbergwerk, das von 1965 bis 2008 als Forschungsbergwerk betrieben wurde und in dem zwischen 1967 und 1978 eine Endlagerung radioaktiver Abfälle praktiziert wurde.

## Geographie

### Lage
Die Asse erhebt sich in Nordwest-Südost-Richtung ausgerichtet etwa 10 km nördlich der bei Veltheim am Fallstein gelegenen Grenze zu Sachsen-Anhalt im nördlichen Harzvorland. Sie liegt etwa 8 km ostsüdöstlich der Mittelstadt Wolfenbüttel und 8,5 km westlich der Kleinstadt Schöppenstedt. Ortschaften an der Asse sind Groß Denkte im Westen, Wittmar im Südwesten, Remlingen im Süden, Klein Vahlberg im Ostsüdosten, Groß Vahlberg im Osten und Mönchevahlberg im Nordosten. Nördlich vorbei an der Asse fließt etwa in Ost-West-Richtung die Altenau, die etwa 6,5 km westlich des Höhenzug am südlichen Stadtrand von Wolfenbüttel in die Oker mündet. Westsüdwestlich liegt der Oderwald, nordöstlich der Höhenzug Elm, der sich im Naturpark Elm-Lappwald befindet, einige Kilometer südöstlich der Höhenzug Huy und südlich jenseits des Großen Bruchs der Höhenzug Fallstein, hinter dem sich der Harz erhebt.

### Geologie

Geologisches Profil durch den Assesattel im Bereich der Schachtanlage Asse

Die Gesteine, aus denen der Höhenzug Asse aufgebaut ist, entstanden in der Trias (frühes Mesozoikum, 250-200 Millionen Jahre vor heute). Reliefbildend sind oolithische Kalksteine des Unteren Buntsandsteins und teils sehr fossilreiche Kalksteine des Unteren und Oberen Muschelkalks. Im Untergrund der Asse befinden sich große Mengen von Salzgesteinen, die in der „Zechsteinzeit“ (Oberperm) vor mehr als 250 Millionen Jahren aus einem Meer (dem Zechsteinmeer) ausgefällt wurden. Dies sind in erster Linie Stein- und Kalisalz der Staßfurt-, Leine- und Aller-Folge. Die Salzgesteine befinden sich dabei im Kern einer Sattelstruktur (Antiklinale), an deren Flanken die Triasgesteine nordöstlich und südwestlich in die Tiefe abtauchen.
Der Assesattel entstand infolge komplexer tektonischer Prozesse, wobei die initiale Mobilisation und Aufstieg des Zechsteinsalzes (Salztektonik) wahrscheinlich während einer Dehnungsphase im Jura erfolgte, die finale Ausformung des Sattels aber im Zuge kompressiver Prozesse ab der Kreidezeit. Durch die Abwanderung des Salzes aus dem Untergrund nordöstlich und südwestlich der Asse entstanden Randsenken, die mächtige kreidezeitliche Ablagerungen aufnahmen, was wegen der erhöhten sedimentären Auflast in diesen Bereichen die Salzabwanderung in Richtung Asse zusätzlich antrieb. Unter den Randsenken liegt das übriggebliebene Zechsteinsalz mehr als 2000 Meter unterhalb der Geländeoberfläche, während es unter der Asse bis auf 300 Meter an die Oberfläche heranreicht. Das geologische und physische Kartenbild der Asse, mit den schmalen Ausstrichen der Gesteinseinheiten, die schmale Schichtrippen bilden, das teilweise sehr steile Einfallen der Schichten sowie die generell relativ schmale Gestalt der Asse zeigen, dass sie zu den Schmalsätteln gehört. Nach Osten setzt sich diese Sattelstruktur bis zum Heeseberg fort. Durch Tiefbohrungen wurde der besondere Bau des Südwestschenkels des Assesattels ermittelt. Während im flacher einfallenden Nordostschenkel das erhaltene Deckgebirge vollständig ist, beginnt es im steiler einfallenden Südwestschenkel erst mit dem Oberen Buntsandstein (Röt). Mittlerer und Unterer Buntsandstein sind dort entlang des Röt-Steinsalzes abgeschert und penetrieren, annähernd horizontal liegend, das Staßfurt-Steinsalz im Kern der Salzstruktur.

### Naturräumliche Zuordnung
Die Asse bildet in der naturräumlichen Haupteinheitengruppe Nördliches Harzvorland (Nr. 51), in der Haupteinheit Ostbraunschweigisches Hügelland (512) und in der Untereinheit Asse-Elm-Hügelland (512.1) den Naturraum Asse (512.11). Die Landschaft leitet nach Norden und Osten in den Naturraum Schöppenstedter Mulde (512.13) über und nach Südosten über Süden bis Westen in den Naturraum Remlinger Lößmulde (512.10). Im Nordwesten schließt sich der zur Untereinheit Okerrandhöhen (512.0) zählende Naturraum Salzdahlumer Hügelland (512.05) an.

### Erhebungen
Zu den Erhebungen der Asse gehören – sortiert nach Höhe in Meter (m) über Normalhöhennull (NHN; wenn nicht anders genannt laut):
- Remlinger Herse (234 m),[1] östlich von Wittmar, nordwestlich von Remlingen
- Festberg (232 m),[1] nordöstlich Wittmar, westlich von Mönchevahlberg
- Asseburgberg (227,5 m), nordnordwestlich von Wittmar
- Röhrberg (225 m), nordnordöstlich von Wittmar
- Watzenberg (Watzeberg; 222,5 m), ostnordöstlich von Wittmar
- Hinterer Eichberg (220 m), nördlich von Groß Denkte
- Rothenberg (220 m), nordöstlich von Wittmar
- Auf dem Klaare (216 m), nördlich von Remlingen
- Mittlerer Eichberg (201 m), östlich von Groß Denkte
- Meescheberg (188 m), südsüdwestlich von Klein Vahlberg
- Vorderer Eichberg (185 m), ostnordöstlich von Groß Denkte

### Fließgewässer
Die aus der Asse entspringenden Fließgewässer münden in der aus dem Elm kommenden Altenau. Diese passiert die Asse am Nordrand, wo sie mehrere nach Norden abfließende Feldgräben aufnimmt. Weitere Bäche fließen aus den westlichen Hanglagen Richtung Wendesser Mühle in die Altenau, die im Westen dem Höhenverlauf der Asse Richtung Südwesten folgt. Bei Klein Denkte nimmt sie den Rothebach auf, dessen Quelle am Ortsrand von Wittmar liegt.  Die Asse gehört somit überwiegend zum Einzugsgebiet der Oker und damit der Weser.
Der Südostrand der Asse bei Remlingen gehört bereits zum Einzugsgebiet der Elbe, da die Bäche dort zur Schöninger Aue oder zum Großen Graben abfließen.

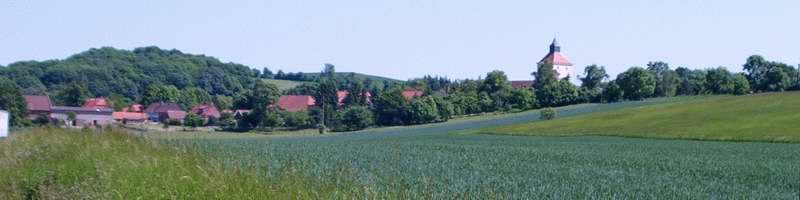
Blick auf Groß Vahlberg an der Asse

### Gemeinden
Gemeinden unmittelbar an der Asse sind:
- Samtgemeinde Elm-Asse:
  - Vahlberg, östlich
  - Remlingen-Semmenstedt, südöstlich
  - Wittmar, südlich
  - Denkte, westlich
- Samtgemeinde Sickte:
  - Dettum, nördlich

## Geschichte
In direktem Zusammenhang mit dem Lössvorkommen der Asse-Gegend steht die Besiedlung des Raums (seit dem 6. Jahrtausend v. Chr.) durch donauländische Bauernkulturen. Ein zwischen Elbe und Rhein verlaufender jungsteinzeitlicher Handelsweg streift den Asse-Südrand bei Wittmar. Die vorgeschichtliche Bedeutung dieses Gebiets wird durch das jungsteinzeitliche Gräberfeld von Wittmar und zahlreiche andere Fundstellen unterstrichen.
Die Asse wird 997 als Assa in einer Ottonenurkunde erwähnt.
Auf einem schmalen Asse-Bergkamm entstand ab 1218 die Höhenburg Asseburg, eine bedeutende Reichsfeste. Die schwer einnehmbare Anlage ist seit 1492 eine Burgruine, weil sie von ihren Besitzern aufgegeben und in Brand gesteckt wurde.

## Natur

### Flora

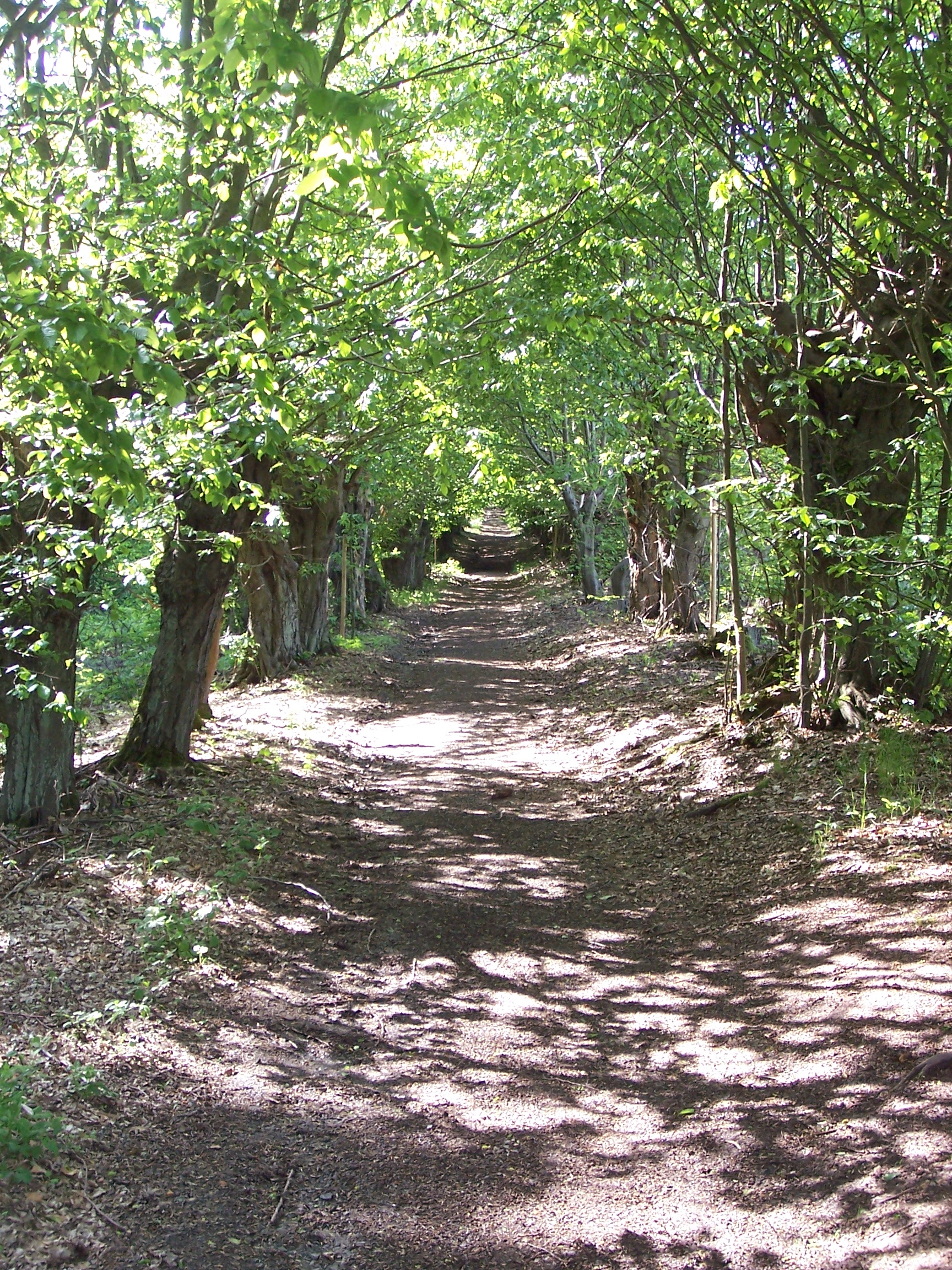
Liebes-Allee im Asse-Wald bei Wittmar / Remlingen

Die Asse trägt Buchen- und Laubmischwald. Erwähnenswert ist die „Liebes-Allee“ am Waldhaus Asse, wo auch ein neuer Lehrpfad des Freilicht- und Erlebnis Museums Ostfalen (FEMO) beginnt. Die hier stehenden Schneitel-Hainbuchen (Carpinus betulus) sind Relikte Jahrtausende währender Waldnutzung. Ulmen, Eschen, Linden und Hainbuchen wurden in vollem Laub „geschneitelt“, die Äste wurden zur Laubheugewinnung genutzt.

### Pflanzen
Anfang Mai verwandeln sich die Hänge der Asse in einen üppigen Blütenteppich. Der Höhenzug ist Lebensraum für teils sehr seltene Pflanzenarten. Namhafte Botaniker behaupten, dass nirgendwo in Norddeutschland eine vergleichbare Vielfalt anzutreffen sei. Es beginnt mit den so genannten Frühblühern: Märzenbecher und Himmelschlüssel, Lerchensporne und Buschwindröschen, Aronstab und Seidelbast. Es folgen eine Reihe äußerst seltener Orchideen, wie zum Beispiel der Bienen-Ragwurz. Bis in den September hinein hält sich die abwechslungsreiche Blütenpracht.
643 Pflanzenarten werden für die Asse genannt, davon 102 gefährdete. Hier stoßen Pflanzenarten an ihre Verbreitungsgrenze, die ihren Schwerpunkt im nordmediterranen Flaumeichengebiet, in kontinentaleuropäischen bis asiatischen Laubwaldgebieten oder sogar im Alpen- und Voralpenraum haben; mindestens 20 Arten haben in der Asse ihre absolute Nordwestgrenze. Zur Asse-Flora zählen Raritäten wie das Immenblatt (Melittis melissophyllum), das im übrigen Niedersachsen bereits völlig ausgestorben ist. Selbst das ganz seltene Weiße Fingerkraut (Potentilla alba) kann man hier noch entdecken. Diese botanischen Besonderheiten sind seit Royer, dem fürstlich braunschweigischen Gärtner des Schlosses Hessen, und damit seit dem Dreißigjährigen Krieg, bekannt. Aufgrund ihres wasserdurchlässigen, nährstoffarmen Bodens und den darauf siedelnden Pflanzengesellschaften bietet die Asse einer Fülle von Kleintieren Raum zum Leben, darunter vielen selten gewordenen Schmetterlingen. Zu den Problemen im Höhenzug gehört die Ausbreitung des Neophyts Riesen-Bärenklau, der im Magerrasen mit den seltenen Pflanzen konkurriert und die Pflegemaßnahmen des Naturschutzes erheblich erschwert.
Die Artenvielfalt in der Asse hat natürliche Gründe: Sowohl der geologische Aufbau (siehe unten) als auch die klimatischen Verhältnisse spielen hier mit. Zum einen ist die Asse ein steil aufgefalteter Schmalsattel, an dessen Hängen das Regenwasser schnell abfließt und die Sonneneinstrahlung intensiver ist. Zum anderen liegt sie haargenau an der Grenze zwischen mildem maritimem und strengerem kontinentalen Klima. Weil es hier auch noch erheblich weniger regnet als in der übrigen Braunschweiger Region, ist der Höhenzug zugleich der äußerste Vorposten des Mitteldeutschen Trockengebiets um Halle. Auf mageren Halbtrocken- und Trockenrasen wachsen zahlreiche Pflanzen aus beiden Klimagebieten, darunter zähe Steppenpflanzen, die auch extreme Temperaturwechsel vertragen.

### Schutzgebiete
Auf Großteilen der Asse liegen die Landschaftsschutzgebiete (LSG) Asse (2020 ausgewiesen; circa 6,23 km²) und Asse, Klein Vahlberger Buchen und angrenzende Landschaftsbestandteile (CDDA-Nr. 319679; 2001 ausgewiesen; circa 6,11 km²), an das sich bei Groß Vahlberg das kleine LSG „Park des Rittergutes Groß Vahlberg“ und „Der Schönebusch“ (CDDA-Nr. 323623; 1974; 5,1 ha) anschließt. Ein kleiner Teil der Asse ist als Naturschutzgebiet Remlinger Heerse ausgewiesen. Ebenfalls auf Großteilen des Höhenzugs befindet sich das Fauna-Flora-Habitat-Gebiet Asse (FFH-Nr. 3829-301; 6,48 km²), das durch das Landschaftsschutzgebiet Asse und das Naturschutzgebiet Remlinger Heerse gesichert ist.

## Bergbau und Atommüllendlager

### Asseschacht
In der bergmännischen Geschichte der Asse wurde zunächst Carnallit abgebaut, später Staßfurt- und Leine-Steinsalz. Der geologische Schnitt lässt die Südwestflanke als Bereich besonders intensiven Abbaus erkennen, in dem Gebiet also, in dem die Schichten des Deckgebirges steil stehen. Diese Eingriffe haben den Spannungszustand des Salzsattels beeinträchtigt. Umlagerungen führten hier und im Deckgebirge zu Verformungen, welche sich bis hinauf zur Tagesoberfläche durchpausen.

### Schachtanlage Asse

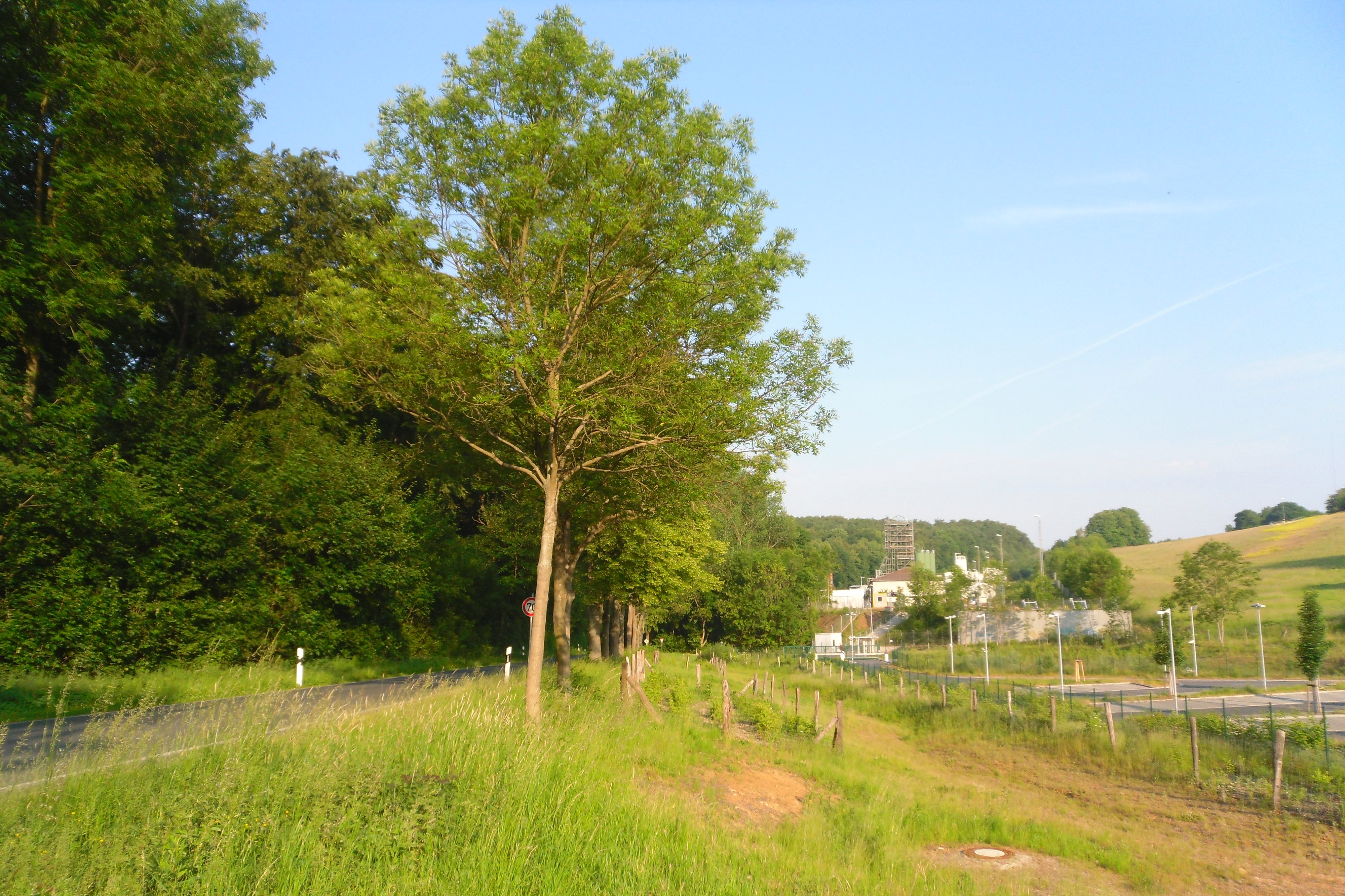
Blick entlang der K 513 nordwestwärts zur Schachtanlage Asse

Das Helmholtz Zentrum München, früher GSF – Forschungszentrum für Umwelt und Gesundheit und Gesellschaft für Strahlen- und Umweltforschung, erwarb 1965 das frühere Salzbergwerk Asse II von der Wintershall AG. Die GSF nahm im Auftrag der Bundesregierung zwischen 1967 und 1978 Forschungen zur sicheren Endlagerung radioaktiver Abfälle in der Schachtanlage Asse II vor. In dieser Zeit wurden etwa 125.000 Fässer schwachradioaktiver Abfälle und rund 14779 (SZ vom 11./12. September 2010) Behälter mit mittelradioaktiven Abfällen eingelagert. Seit 1967 wird in der Südflanke der Schachtanlage Asse ein Salzlösungszutritt beobachtet. Man geht davon aus, dass die zutretende Lösung, zurzeit etwa 12,5 Kubikmeter pro Tag, zu großen Teilen aus dem Deckgebirge kommt und durch bergbaubedingt aufgelockerte Bereiche des Oberen Buntsandstein (Rötanhydrit) in das ebenfalls bergbaubedingt aufgelockerte Salinar der Südwestflanke eintritt. Am 1. Januar 2009 wurde die Verantwortung für den weiteren Betrieb und die Stilllegung auf das Bundesamt für Strahlenschutz übertragen; ab diesem Zeitpunkt unterliegt die Anlage außerdem dem Atomrecht und nicht mehr dem Bergrecht.

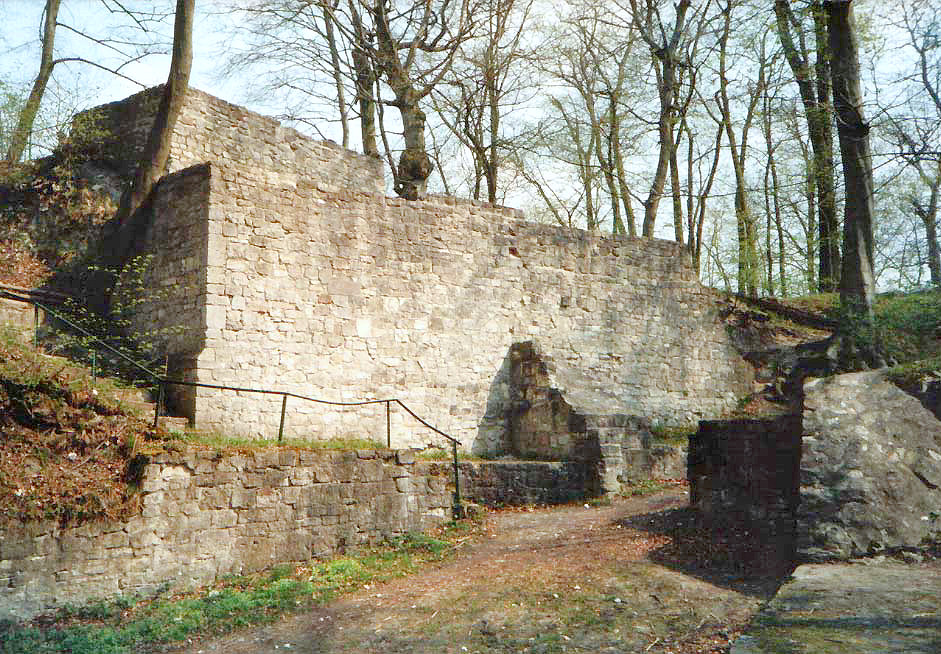
Ruine der Asseburg

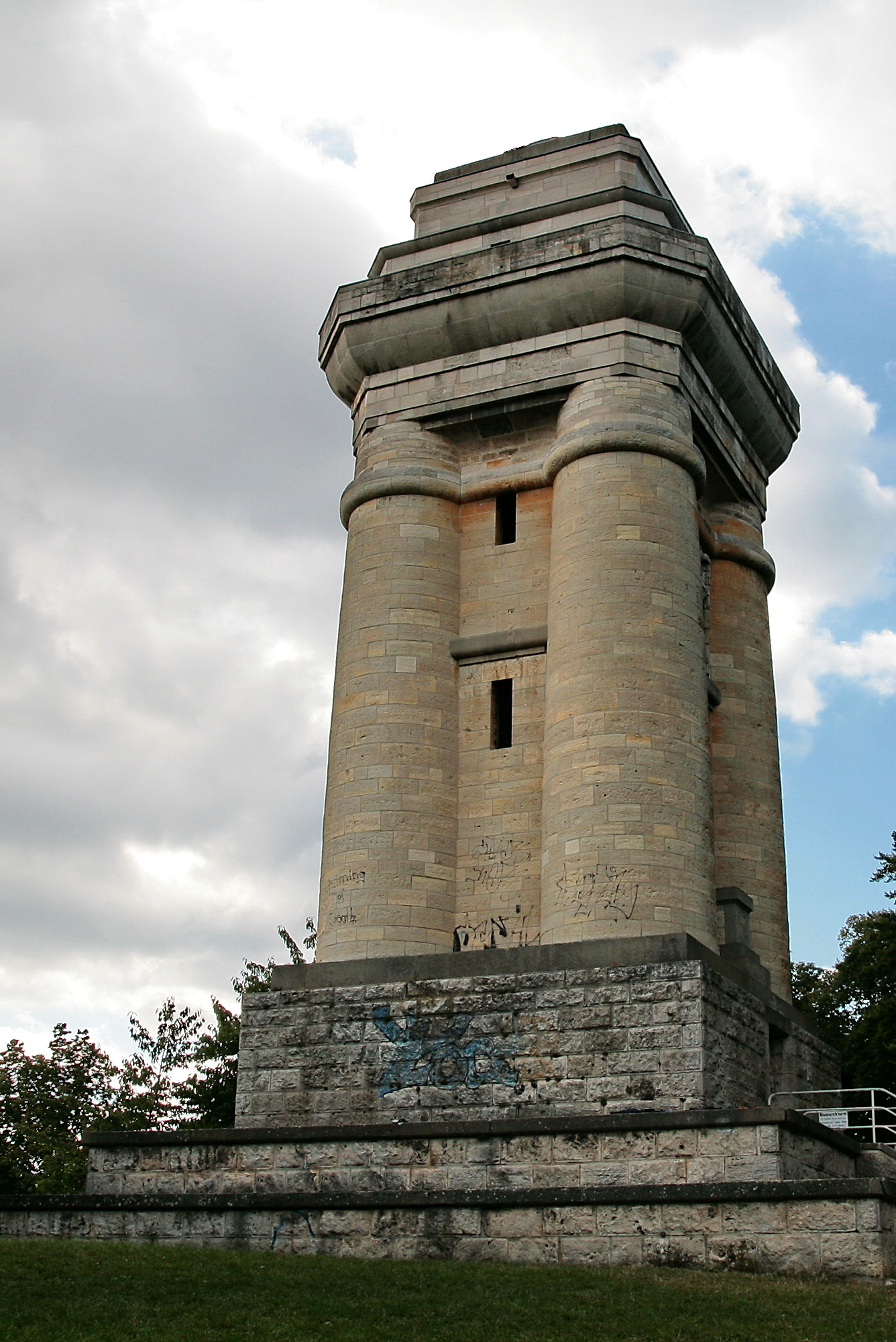
Wittmarer Bismarckturm

## Sehenswürdigkeiten
Zu den Sehenswürdigkeiten der Asse gehören neben hiesiger Waldlandschaft die Ruine der Asseburg, die sich im Westteil des Höhenzugs ostsüdöstlich von Groß Denkte auf dem Asseburgberg befindet. Etwa 440 m südöstlich der Ruine steht auf dem Südostauslauf des schmalen Bergkamms nördlich von Wittmar der Wittmarer Bismarckturm. Über einen Forstweg von Wittmar zur Asse erreicht man das unter Denkmalschutz stehende Forsthaus von 1835, das „Fürstenschloß“.

## Verkehrsanbindung
Der Höhenzug Asse kann über die Bundesstraße 79, die den Höhenzug im Südwesten von – Groß Denkte durch Wittmar nach Remlingen führend – tangiert, und über die Bundesstraße 82, die etwas südöstlich zwischen Berklingen und Semmenstedt vorbeiführt, angesteuert werden. Von der B 79 zweigt in Groß Denkte die nördlich vorbei am Höhenzug nach Mönchevahlberg verlaufende Kreisstraße 3 ab, die in die nach Groß Vahlberg führende K 628 übergeht. Dort zweigt die K 513 nach Remlingen ab, wo sie auf die B 79 trifft.